# Carbonera (isola)
Carbonera è un'isola della Laguna Veneta. Si trova a nord di Murano.
È dotata di attracco proprio e di un piccolo porticciolo per il ricovero delle imbarcazioni. La sua attuale superficie è di 5,867 mq.

## Storia
Negli anni Cinquanta del XX secolo il terrapieno venne smantellato; gli edifici esistenti vennero trasformati assumendo la configurazione attuale (la villa principale centrale con le altre due ville laterali). Attualmente l'isola è di proprietà di una società privata che ha redatto un Piano di Recupero approvato dal comune di Venezia nel 2015, con l'obiettivo di recuperare tutti gli edifici esistenti e riportare alla luce la configurazione originaria di matrice ottocentesca. Il progetto di recupero è stato redatto dal Prof. Arch. Marino Folin in coordinamento con il titolare della società proprietaria.